# Никольский (Аляска)
Никольский (англ. Nikolski; алеут. Chalukax̂) — статистически обособленная местность в зоне переписи населения Западные Алеутские острова, штат Аляска, США.
Поселение Никольское возникло на месте алеутского селения Самонах на острове Умнак. В первой половине XIX в. Никольское было перевалочной базой для судов Российско-Американской Компании, здесь находились склады. В 1826 г. И. Вениаминов начал строить в поселке часовню, которая достраивалась алеутами под руководством Василия Крюкова.

## География
Находится на острове Умнак, который входит в состав Лисьих островов, а те в свою очередь являются частью Алеутских островов. Расположен в юго-западной части острова, на берегу Никольского залива; к юго-востоку от населённого пункта находится высшая точка острова, вулкан Всевидова, высота которой составляет 2149 м над уровнем моря. Площадь статистически обособленной местности составляет 344,0 км², из которых 342,1 км² — суша и 1,9 км² (0,55 %) — открытые водные пространства.
Сразу к западу от Никольского проходит граница между аляскинским (UTC-9) и гавайско-алеутским (UTC-10) часовыми поясами (сам посёлок относится к аляскинскому поясу).

## Население
По данным переписи 2000 года население насчитывало 39 человек, имелось 12 семей и 15 совместных хозяйств. Расовый состав: белые — 30,77 %; коренные американцы (алеуты) — 69,23 %. Лица в возрасте младше 18 лет составляют 35,9 % населения; старше 65 лет — 10,3 %. Средний возраст населения — 40 лет.
Средний доход на 1 совместное хозяйство — $38 750; средний доход на семью — $40 250. Средний доход мужчины — $26 250; средний доход женщины — $11 875. Средний доход на душу населения — $14 083. 23,5 % семей и 20,7 % населения проживают за чертой бедности, включая 13,6 % лиц в возрасте младше 18 лет и 55,6 % лиц в возрасте старше 64 лет.
В последние 30 лет население Никольского постоянно сокращалось, в основном за счёт миграции в Анкоридж и в континентальную часть США. По данным переписи 2010 года, в Никольском постоянно проживало всего 18 человек .
Самые распространённые фамилии алеутских семей на острове - Krukoff, Lestenkov, Snegiryoff.

## Транспорт
Имеется неосвещённая гравийная взлётно-посадочная полоса (аэропорт Никольский), которая обеспечивает пассажирские, грузовые и почтовые перевозки. Единственный регулярный перевозчик на 2017 год - Grant Aviation, осуществляющий два почтово-пассажирских рейса в неделю из Уналашки. На восточной части острова имеются две грунтовые ВПП, оставшиеся от военной базы, закрытой в 1950 году. Нерегулярные морские перевозки осуществляются чартерными судами. Восточная и западные части острова не связаны между собой дорогой и разделены грядой стратовулканов Всевидов и Речешной.
На острове отсутствует причал либо мол, погрузка-разгрузка требует применения маломерных судов.

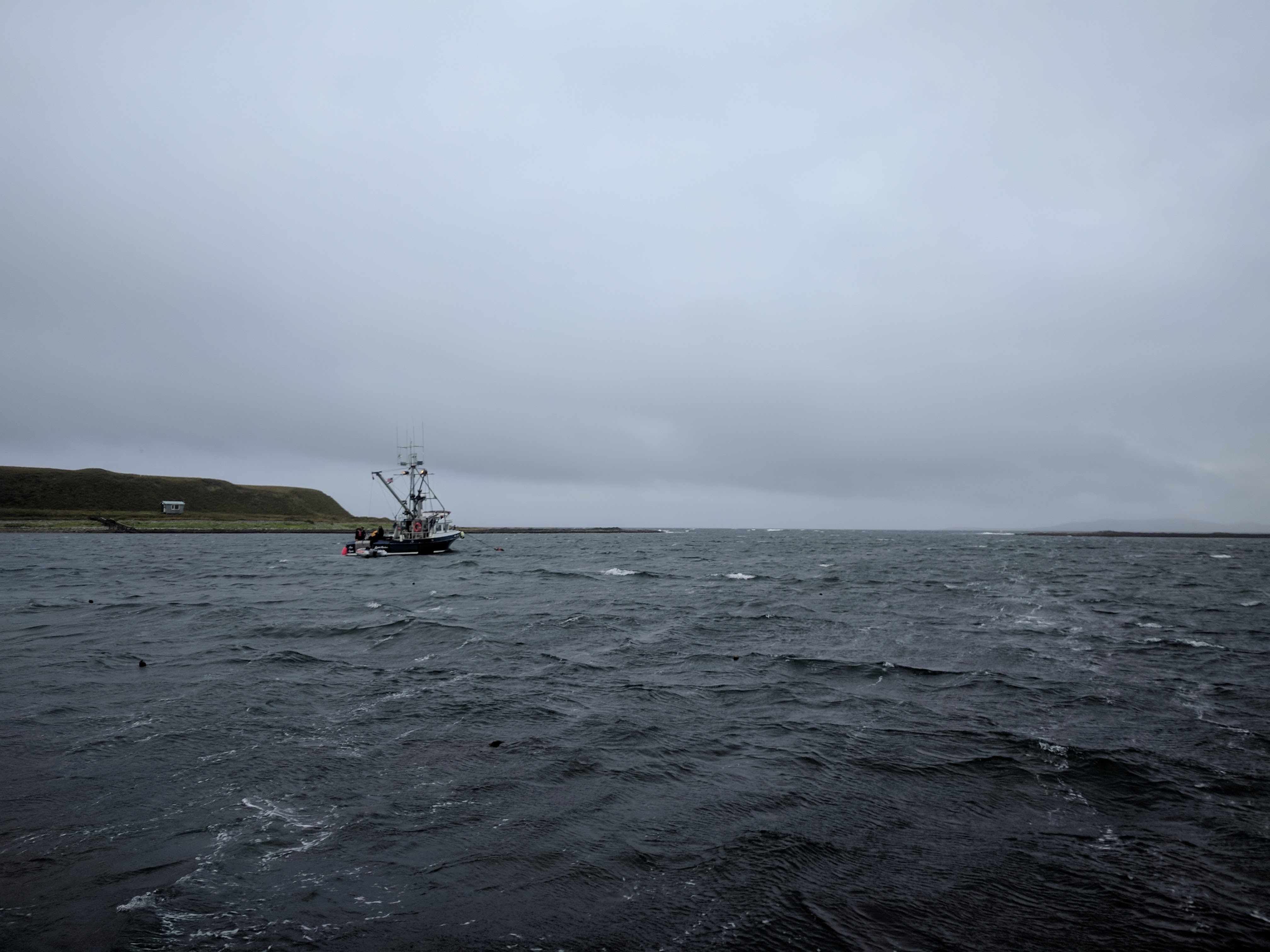
Снабжение Никольского по морю осуществляется разгрузкой судов на баржи

## Образование
Имеется школа, которая, однако, в настоящее время закрыта из-за отсутствия необходимого количества учеников (сельским школам Аляски необходимо набрать как минимум 10 учеников для продолжения финансирования).

## Экономика
На острове не осуществляется значительная экономическая деятельность, большинство резидентов заняты добычей рыбы и мяса для собственного потребления; электричество и отопление зависит от поставок мазута на остров. На острове имеется гостиница и компания , организующая туры по острову.
Юридически территория вокруг Никольского (за исключением высокогорной вулканической зоны и аэропорта) поделена между двумя алеутскими корпорациями , наделенных правом взимать платежи за использование земли и водных ресурсов.

## Достопримечательности и туристические маршруты
Крупнейшей достопримечательностью поселения считается православная церковь Св Николая. Рыбаков в Никольское привлекает тот факт, что в местное озеро заходит на нерест кижуч, а в заливе ловится палтус. В районе Никольского также свободно пасутся стада завезённых для охоты копытных животных (коров, северных оленей, бизонов), присутствуют популяции лис и кроликов. На северной стороне острова есть горячие источники, а катание на лыжах со стратовулканов возможно практически круглый год. Тем не менее, удаленность острова, сильные ветра и частая перемена погоды характерная для региона приводят к тому, что Никольский сравнительно мало посещаем туристами.

Виды Никольского
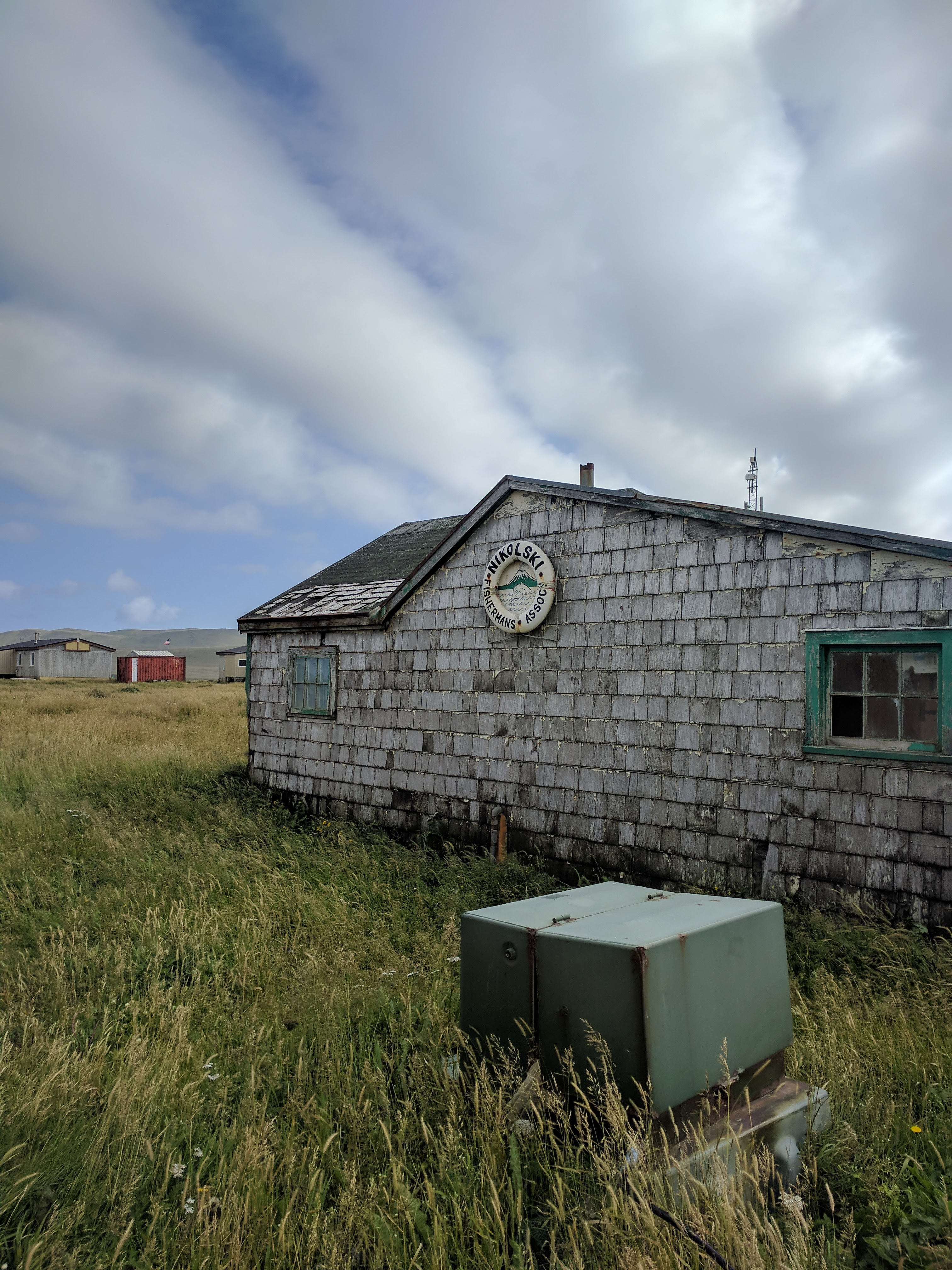
Многие здания Никольского в настоящее время заброшены
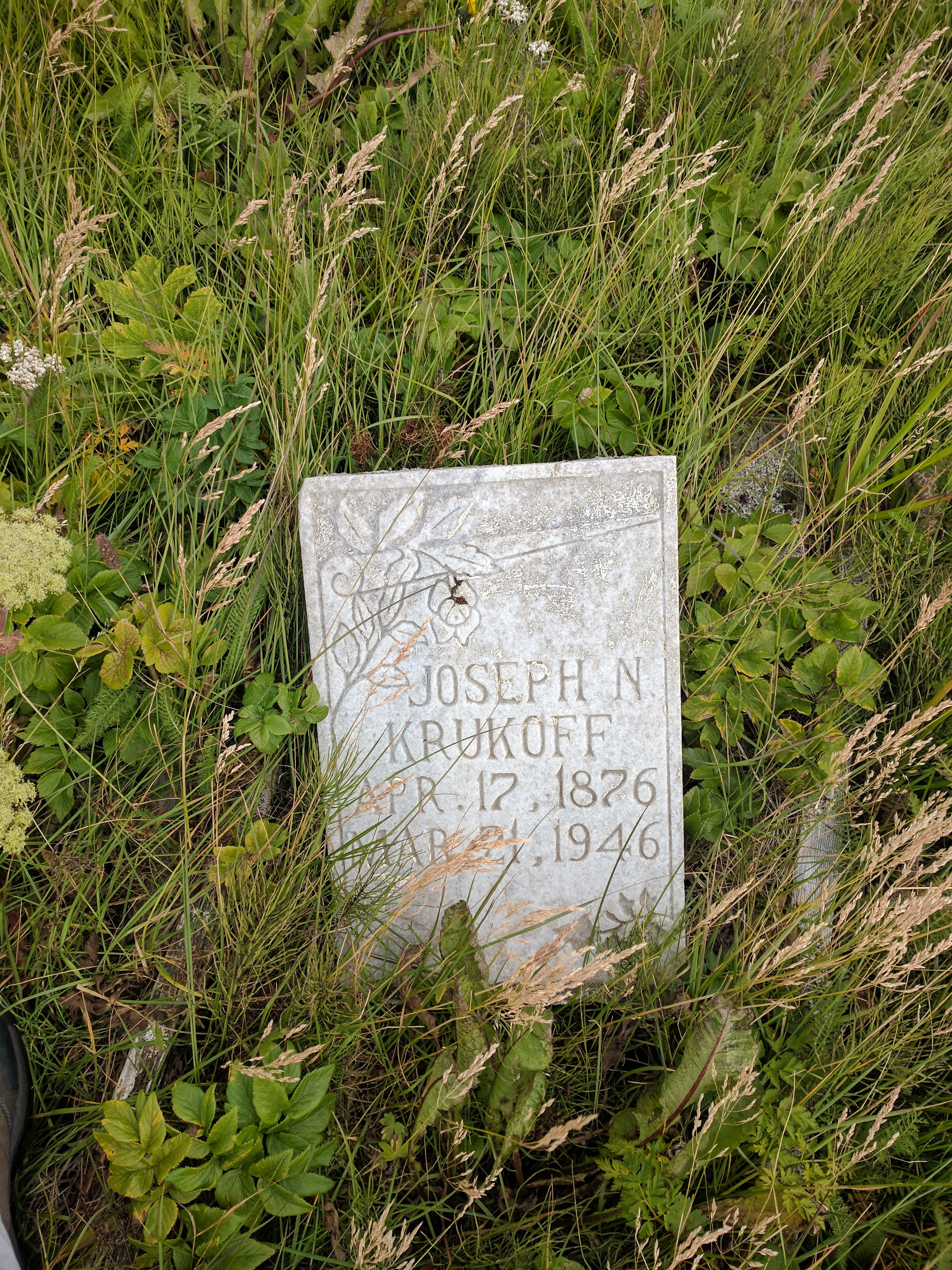
Династии алеутов часто носят русские фамилии
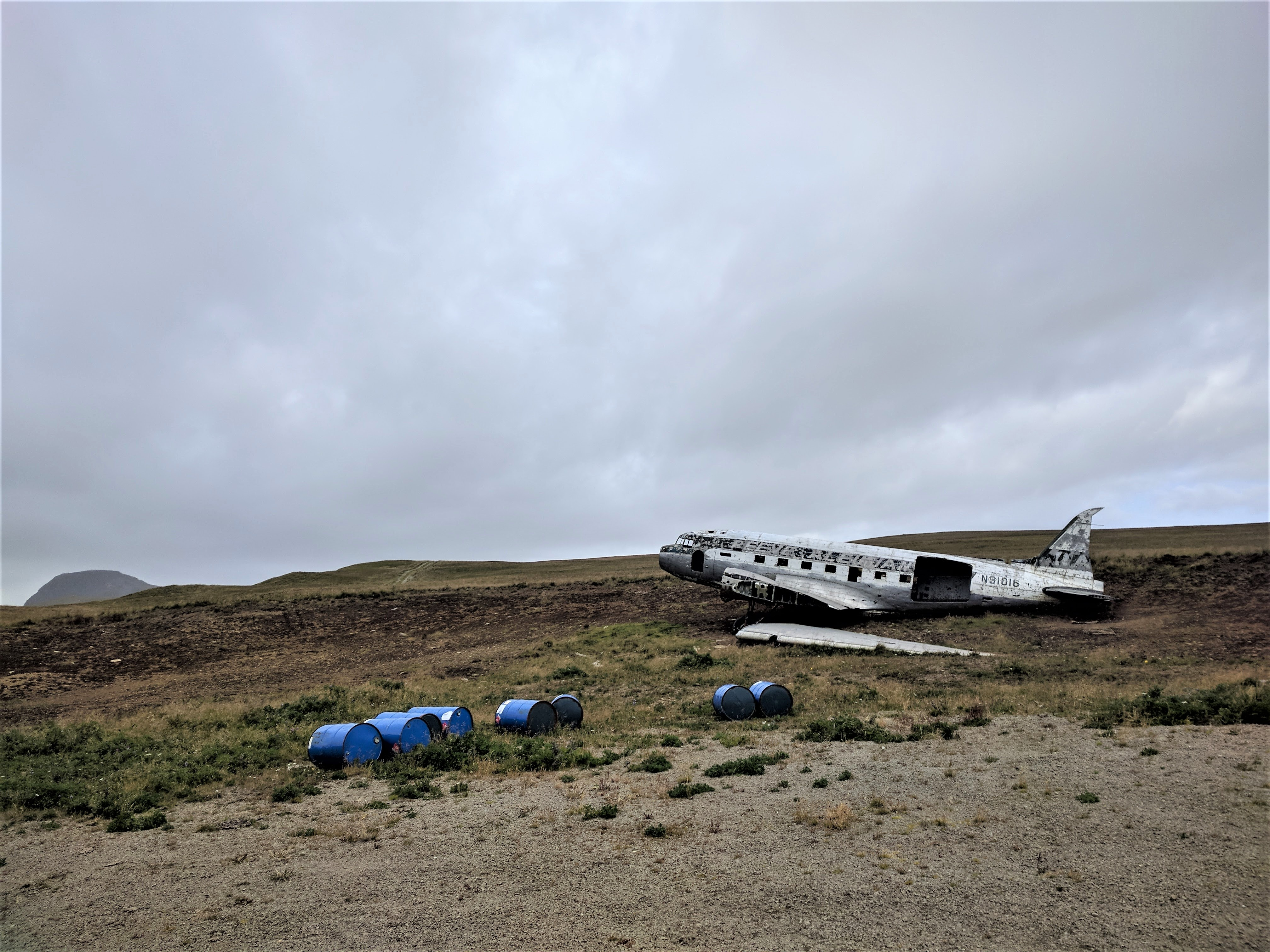
Посадочная полоса аэропорта
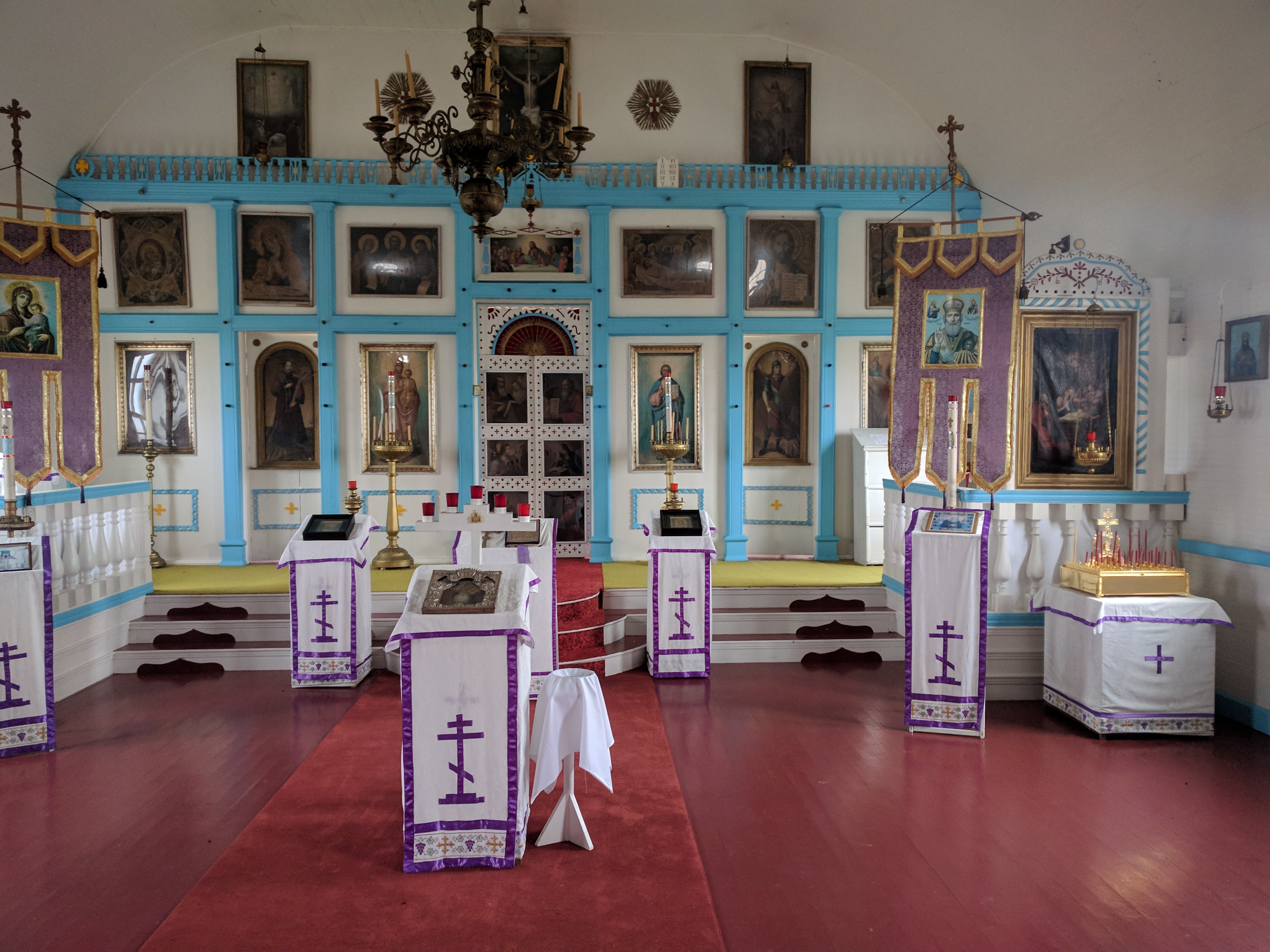
Внутреннее убранство церкви Св Николая

## Известные уроженцы
Сергей Соворов — алеутский педагог и строитель.